# Слейд-Грин
Слейд-Грин (англ. Slade Green) — юго-восточный район Лондона (Англия), входящий в состав лондонского боро Бексли и исторического графства Кент. Он расположен к северо-востоку от Бекслихита, к северо-западу от Дартфорда и к югу от Эрита, а так же в 23 км к юго-востоку от Чаринг-Кросс.

## История и развитие

### Этимология
Англосаксонский словарь утверждает, что «Slade» чаще всего означало широкую полосу земли, покрытую травой. Лондонский боро Бексли предполагает, что нынешнее название, скорее всего происходит от саксонского «Slade» с его определением — низменная земля. Альтернативным вариантом является «Slad» на языке викингов, означающее место для спуска лодок на воду. Большинство источников сходятся во мнении, что «Green» было добавлено, чтобы отразить глубокий цвет покрытой травой земли. Источники расходятся во мнении, когда впервые было упомянут Слейд-Грин, некоторые из них утверждают, что в XVI веке.

### Доисторическое время
Исследователь Флаксман Сперрелл обнаружил в окрестностях Слейд-Грин разнообразные окаменелости эпохи палеолита, а также кремневые артефакты, свидетельствующие о доисторическом обитании человека в этих местах. На довоенных картах указано, что рядом с нынешней детской игровой площадкой на Хейзел-Драйв находился курган, а археологическая служба Лондонского музея выявила наличие доисторической кулинарной ямы на Голливуд-Вэй.

### Средневековье
Некоторые источники утверждают, что эта местность записана в книге Страшного суда как Hov, а другие предполагают, что это был Hou (позднее Howbury). В одном из ранних переводов говорится, что Howbury был деревушкой на берегу реки Дарент, которая находится примерно в 1 км к востоку от небольшой деревушки Slade Green, записанной географами XIX века. Согласно данным городского совета Бексли, эта средневековая деревня принадлежала Аскеллу. Аскелл, священник из Абингдонского аббатства, владел поместьями в разных частях Англии и завещал титулы Гуго д’Авраншу, графу Честера.
В эпоху Высокого Средневековья гораздо ближе к Слейд-Грин была построена обнесённая рвом резиденция сеньора, а его загородный дом был достроен в эпоху английского Возрождения, и эти строения получили название Хаубери-Манор. Прилегающий десятинный амбар, выполненный в стиле XVII века, не имеет точной датировки. На окружающих болотах зелёного пояса растут ивы, которые, как считается, были посажены более 300 лет назад для содержания скота.

### Викторианская эпоха
Общины Норт-Энд и Слейдс-Грин (бывший Следс-Грин) оставались разобщёнными на протяжении всего периода аграрной революции. В «Топографическом словаре Англии» Сэмюэля Льюиса 1848 года говорится, что Слейдс-Грин был небольшим хутором с населением 66 человек. Хотя судебные, политические и культурные границы постоянно пересматривались для решения различных проблем, железнодорожные пути Северо-Кентской линии были неподвижной границей между Норт-Эндом и Слейдс-Грин примерно с 1849 года.
Факты свидетельствуют о том, что регион оставался малонаселённым, но высокопродуктивным на протяжении всей промышленной революции. В 1869—1882 годах на карте Ordnance Survey была зафиксирована особенно большая «ферма Слейдсгрин», юго-западный угол которой занимала пивная «The Corner Pin». Пивная была снесена и восстановлена в 1958 году. Окрестности района были ласково названы «Капустным островом» в связи с расположенными здесь огородами, расположенными между Моат-лейн (бывший Уайтхолл-лейн) и Слейд-Грин-роуд (бывший Слейд-Грин-лейн). Викторианские фотографии запечатлели высокую урожайность этих сельскохозяйственных угодий в Слейд-Грин. Исторические карты также свидетельствуют о растущем количестве глиняных карьеров вдоль железной дороги со стороны Норт-Энда. Болота являются естественным источником глины и материала для кирпичей, и местные фирмы производили большое количество лондонского кирпича в XIX веке. Фирма «Furner of Slade Green» управляла кирпичным заводом в Норт-Энде с 1867 по 1911 годы. В 1868 году в Слейд-Грине была открыта национальная школа, а после открытия церкви Святого Августина в 1899 году Слейд-Грин стал селом.
Изолированные Крейфордские болота, по которым могли ходить баржи между реками Темза и Дарент, считались идеальным местом для завода по производству боеприпасов площадью 40 акров, который работал с 1879 по 1962 годы. Известный инженер-механик, Хью Тичерст, работал на этом месте с 1893 по 1930 годы. Сравнение исторических и современных карт подтверждает, что границы викторианского участка очерчивают нынешнюю Дарентскую промышленную зону или промышленную зону Крейфорд-Несс.

### Эдвардианская эпоха
Быстрое расширение последовало за строительством крупного железнодорожного депо, рассчитанного на обслуживание 100 паровозов для Юго-Восточной и Чатемской железной дороги. Для обслуживания депо и общества 1 июля 1900 года была добавлена небольшая станция (её название изменилось с Слейдс-Грин на Слейд-Грин в 1953 году), а к 1910 году был построен целый «железнодорожный поселок» из 158 домов. Таким образом, сегодняшний гораздо более крупный и густонаселенный Slade Green можно назвать посёлком железнодорожников.
К 1902 году охраняемый завод по производству боеприпасов на Темзе управлялся компанией Armstrong Whitworth и был оснащен пирсом на Темзе, соединённым с внутренней железной дорогой.
Архивные фотографии района Бексли свидетельствуют о том, что к 1905 году значение деревни возросло и она поглотила исторически важное поместье Хаубери.

### Первая мировая война
NTWFF Erith, Национальный завод по производству боеприпасов для окопной войны, был построен рядом с более крупным оружейным заводом Thames Munition Works в 1915 году. В течение короткого времени миномётная станция была связана со станцией Слейд-Грин 1,5-мильной «лёгкой железной дорогой».
Мэри Эдит Шеффилд, суперинтендант на заводе по производству боеприпасов на Темзе в Крейфордских болотах, прилегающих к Слейд-Грин, была удостоена звания Кавалера Ордена Британской империи в 1918 году, когда король Георг V наградил её в честь своего дня рождения.

### Межвоенный период
Слейд Грин пережил национальную трагедию. Массовые взрывы на бывшем заводе по производству боеприпасов для окопной войны, которым управлял В. В. Гилберт, подрядчик Комиссии по утилизации и ликвидации, привели к гибели 13 рабочих 19 февраля 1924 года. Жертвы трагедии похоронены в братской могиле в Нортумберленд-Хит. Завод Гилберта находился рядом с оружейным заводом Thames Munition Works. Последующие парламентские дебаты показали, что контракты рабочих не требовали соблюдения требований положения о справедливой заработной плате, а завод был освобождён от положений Закона о взрывчатых веществах 1875 года.
В межвоенные годы развитие посёлка застопорилось. Согласно записям, в начале 1930-х годов на Элм-роуд была построена баптистская церковь, а в конце 1930-х годов на окраине Слейд-Грин были возведены зенитные сооружения.
Вариант написания «Слейд-Грин» сохранился, о чём свидетельствует запись парламента «Slade Green» в 1924 году и запись по крайней мере одного дипломированного географа «Slades Green» в 1933 году. Оружейный завод Thames Munition Works Ltd. стал частью конгломерата Vickers-Armstrongs в 1927 году.

### Вторая мировая война
На протяжении всей Второй мировой войны болота использовались для размещения 4,5-дюймовых зенитных орудий 6-й зенитной дивизии, входящей в состав 11-й группы RAF. 4-я бригада Хоум Каунтис (Кент), сформированная из добровольцев в 1908 году, была развёрнута за границей, а в 1941 году укомплектовала противовоздушную оборону Лондона в Слейд-Грин. На болотах между Слейд-Грин и бывшим заводом по производству боеприпасов сохранились заброшенный командный пункт и кольцевые валы батареи. Слейд-Грин подвергся ряду воздушных налетов, особенно в ночь на 16 апреля 1941 года, когда зажигательные снаряды вызвали множество пожаров и взрывов; эти угрозы были сдержаны благодаря вмешательству жителей, в результате чего они были награждены медалями Британской империи и медалью Георга. Лондонский музей утверждает, что поместье Хаубери, изображённое на фотографии внутри крепостных средневековых стен, подверглось бомбардировке во время воздушного налета, а затем было разрушено. Дневники кампании RAF показывают, что завод боеприпасов Темзы пострадал 12 октября 1940 года. Во время войны население обслуживалось Британским рестораном, работавшим в зале церкви Святого Августина, который поставлял до 250 обедов шесть дней в неделю для жителей, школы и близлежащих заводов.

### Послевоенное время
На аэрофотоснимках, сделанных во время наводнения в Северном море в 1953 году, изображен завод по производству боеприпасов на Темзе. Работы по производству взрывчатых веществ закончились в 1960-х годах, а в 1970-х годах совет района Бексли дал разрешение на строительство промышленного комплекса на этом месте.
В послевоенное время Слейд-Грин стал пригородом Лондона после строительства не менее 1050 новых квартир и автомобильного моста, перекинутого через Северную Кентскую линию.

### Достопримечательности
Древние памятники архитектуры, известные как Хаубери-Моат или Хаубери-Манор (ок. 900 года), и Десятинный амбар (ок. 1600 года), включенный в список памятников архитектуры II класса, расположены между Слейд-Грин и Крейфордскими болотами. Согласно данным общественной организации «Историческое наследие Англии», внутренняя часть средневекового рва включает в себя загородный дом XVI или XVII века с некоторыми значительными сохранившимися архитектурными деталями, и, по мнению государственного секретаря, имеет национальное значение. Владельцами поместья Хаубери были епископ Одо, Роджер Апилтон (он же Эпплтон) и Клаудесли Шовелл. После того, как Апилтон построил Мэй-Плейс в Крейфорде, жильцами поместья были фермеры-арендаторы, а после постройки нового дома (Хаубери-Грейндж) для фермера-арендатора в 1882 году — сельскохозяйственные рабочие, пока здание не было снесено в 1934 году. Фотография 1935 года даёт представление о поместье Хаубери, которое было разбомблено и разрушено во время Второй мировой войны. В 2006 году средневековый ров стал объектом исследовательского проекта «Английского наследия» по изучению методов мягкой облицовки стен в целях сохранения, спонсируемого географическим факультетом Оксфордского университета.
После расследования, проведенного «Английским наследием», Министерство цифровых технологий, культуры, СМИ и спорта внесло в список артиллерийской зоны Лондона зенитные батареи  в Слейд-Грин времён Второй мировой войны.
В список памятников архитектуры входят бывшая железнодорожная таверна, грандж и коттеджи на ферме Хаубери, железнодорожные склады с мастерскими. Оук-роуд с расположенным на ней коттеджами железнодорожников 1900 года, является природоохранной зоной. Бывшая железнодорожная таверна (1a Moat Lane), построенная компанией Smith & Sons of South Norwood около 1899 года, была примечательна тем, что освещалась с помощью электричества.
Церковь Святого Августина была построена в 1899 году и расширена в 1911 году. Существенная перестройка потребовалась после прямого попадания во время воздушного налёта во время Второй мировой войны в 1944 году, а также после пожара в 1991 году, который уничтожил крышу и большую часть внутреннего убранства.

## Настоящее и будущее

### Социальная сфера
В 2013 году министр по делам общин признал прочность исторических границ графств. Слейд-Грин находится в историческом графстве Кент, и не входит в нынешнее неметропольное графство Кент.
Центр Хаубери в 2014 году был заменён новым общественным центром Slade Green & Howbury Community Centre, в котором размещается публичная библиотека и проводятся многочисленные общественные мероприятия.
Среди церквей — баптистский союз «Христианское братство» и англиканская приходская церковь Святого Августина; третья пятидесятническая церковь проводит собрания в зале англиканской церкви.
Есть два паба и другие бары в клубе железнодорожников Слейд-Грин и яхт-клубе Эрит. Последний переехал из Эрита на участок на окраине Слейд-Грина в 1900 году. Футбольный клуб Слейд-Грин в последний раз участвовал в соревнованиях в 2009 году.

### Окружающая среда
Прилегающие Крейфордские болота были признаны экологически значимыми примерно с 1980 года и в настоящее время являются объектом особого научного интереса. Эта территория популярна среди любителей наблюдать за птицами, а на видеозаписях видно, как на набережной размножаются тюлени. Совет района Бексли обсуждал намерения удовлетворить потребности жителей, а также потребности охраняемых амфибий и рептилий. Местом расположения батарей противовоздушной обороны управляет Лондонский фонд дикой природы.

### Развитие
Слейд-Грин определён в Лондонском плане как часть Бексли-Риверсайд и продолжает оставаться объектом городской реновации, по крайней мере, с 2011 года. Текущие заявки включают преобразование кустарниковых зарослей в современные жилые районы.
Охрана природы в Крейфорд-Несс требует, чтобы совет Бексли сопротивлялся развитию событий, которые увеличивают движение грузовиков вокруг Слейд-Грин. В городе всё чаще встречаются частные жилые дома, пользующиеся преимуществами короткой поездки в лондонский Сити. Местная промышленность ограничена территорией старого завода и районами, прилегающими к большому железнодорожному вагонному депо.
Различных инвесторов привлекает уникальное сочетание стратегической железнодорожной инфраструктуры Слейд-Грин и близости к национальной дорожной сети благодаря трассе M25 на Дартфордской переправе. На некоторые коммерческие разработки непосредственно за пределами Слейд-Грин оказывает влияние зона возможностей и интенсификации развития Бексли-Риверсайд Лондонской Ассамблеи.

## Местные органы власти
Слейд-Грин находится в избирательном округе Норт-Энд в парламентском округе Великобритании Бекслихит и Крейфорд. Слейд-Грин представлен в Лондонской ассамблее районами Бексли и Бромли.
Слейд-Грин был частью сельского округа Дартфорд в Кенте, созданного в соответствии с Законом о местном самоуправлении 1894 года. В 1920 году район стал частью городского округа Крейфорд в Кенте. В 1965 году, согласно Закону о правительстве Лондона 1963 года, городской округ Крейфорд был упразднён, а его территория стала частью современного лондонского боро Бексли в Большом Лондоне.

## Образование

### Начальное
В Слейд-Грин находится один из двух кампусов начальной школы Haberdashers' Crayford Temple Grove Primary, которая является частью академии Haberdashers' Crayford Academy. Согласно отчету Ofsted, более крупная академия Crayford Academy является хорошей школой, при этом всё большее число учащихся в Слейд-Грин добиваются хороших успехов. Ближайшие религиозные школы для этой возрастной группы находятся под управлением Trinitas Academy Trust. Эти начальные школы включают в себя Christ Church (CofE), которую Ofsted оценивает как выдающуюся, и St. Paul’s (CofE), которая ещё не прошла инспекцию.

### Среднее
Средняя школа Slade Green, позже известная как Howbury Grange, закрылась в 1992 году, а в 2008 году закрылось отделение по приёму учащихся Совета Бексли. Ближайшие средние школы — Академия Хабердашерс Крейфорд, Школа короля Генри, Дартфордская грамматическая школа и Дартфордская грамматическая школа для девочек.

## Места поклонения
- Церковь Святого Августина (англиканская)[92];
- Христианское братство Слейд-Грин (баптистская)[93].

## Транспорт

### Автомобильный
Слейд-Грин примыкает к главной двухполосной дороге A206, которая идёт вдоль Темзы до Гринвича, проходя рядом с туннелем Блэкуолл. Другим эффективным маршрутом во внутренний Лондон является дорога А2 через Крейфорд и Холл-Плейс. В обратном направлении дорога A206 заканчивается возле торгового центра Блюуотер на развязке 1A автомагистрали M25.

### Железнодорожный
С железнодорожной станции Слейд-Грин можно доехать поздами National Rail до Лутона через станции Вулидж-Арсенал и лондонский Блэкфрайарс, лондонского вокзала Чаринг-Кросс через Вулидж-Арсенал и Луишем; вокзал Кэннон-Стрит через Вулидж Арсенал, или через Бекслихит, или через Сидкап, Дартфорд и Рэйнем.

### Автобусное сообщение
Слейд-Грин обслуживается лондонскими автобусами маршрутов 89, 99, 428 и N89. Они соединяют Слейд-Грин с такими районами, как Бекслихит, Блэкхит, Блюуотер, Крейфорд, Дартфорд, Эрит, Луишем, Сидкап, Уэллинг и Вулидж.